# Sivantos
O Grupo Sivantos é um dos fabricantes de aparelhos auditivos líderes de mercado. Ele atende audiologistas em mais de 120 países, oferecendo aparelhos auditivos da marca Signia, AudioService, Rexton e A&M. Acessórios complementares, software de adaptação, app para smartphone e soluções para diagnóstico também fazem parte de seu portfólio.
O Grupo Sivantos emprega cerca de 6000 pessoas em mais de 20 países. As afiliadas da Sivantos nas Américas, Ásia e Europa são parte do grupo, assim como as lojas de varejo HearUSA, AudioService, especialista em soluções customizadas, e Audibene, a maior plataforma de vendas de soluções auditivas online da Europa.
A origem da Sivantos volta a 1878, quando Werner von Siemens inventou o receptor de telefone que facilitou consideravelmente o uso do telefone por deficientes auditivos. Desenvolvimento tem sido a prioridade e é por isso que a Sivantos pode se orgulhar por ter alcançado varios “world's firsts” na história dos aparelhos auditivos, incluindo a primeiro sistema de transmissão wireless entre aparelhos auditivos. Em 2012, pesquisas da Siemens Audiology Solutions e da Universidade de Oldenburg ganharam o premio German Future Prize (Deutscher Zukunftspreis) por desenvolverem um sistema binaural  que possibilita que aparelhos auditivos em cada orelha comuniquem-se entre si por sistema sem fio. O último prêmio foi conquistado pelo desenvolvimento da tecnologia dos aparelhos auditivos que proporcionam melhor compreensão de fala em ambientes como festas e coquetéis, do que pessoas com audição normal.
No ano fiscal 16/17 o Grupo Sivantos gerou faturamento de € 967 milhões e reportou EBIT (lucro antes de juros e impostos) de € 221 milhões. A Sivantos foi desligada da Siemens Audiology Solutions depois que a Siemens AG vendeu a empresa para a EQT e Santo Holding GmbH in 2015.
O Grupo Sivantos entrou na Iniciativa Pacto Global das Nações Unidas em 2017, e começou a aumentar suas atividades sociais e políticas de Responsabilidade Social Corporativa. O primeiro Communication on Progress (COP) da empresa, relatório anual ao Secretário Geral das Nações Unidas, foi publicado no dia 24 de maio de 2018.
Em 2018, Widex e Sivantos (que também possui as marcas Signia, Rexton, TruHearing, Audibene, HearUSA e Hear.com) anunciou uma fusão de $8B, criando o 3º maior conglomerado auditivo do mundo.

## Afiliadas
| País              | Nome                                                       |
| ----------------- | ---------------------------------------------------------- |
| África do Sul     | Sivantos Pty Ltd.                                          |
| Alemanha          | Sivantos GmbH                                              |
| Austrália         | Sivantos Pty. Ltd.                                         |
| Brasil            | Sivantos Soluções Auditivas Ltda.                          |
| Canadá            | Sivantos Inc.                                              |
| China             | Sivantos (Suzhou) Co. Ltd.                                 |
| Singapura         | Sivantos Pte. Ltd.                                         |
| Coreia            | Sivantos Ltd.                                              |
| Dinamarca         | Sivantos A/S                                               |
| EUA               | Sivantos, Inc.                                             |
| França            | Sivantos S.A.S.                                            |
| Holanda           | Sivantos BV                                                |
| Hungria           | Sivantos Kft.                                              |
| Índia             | Sivantos India Pvt. Ltd.                                   |
| Itália            | Sivantos S.r.L.                                            |
| Japão             | Sivantos K.K.                                              |
| Noruega           | Sivantos AS                                                |
| Reino Unido (UK)) | Sivantos Ltd                                               |
| Suécia            | Sivantos A/S                                               |
| Suíça             | Sivantos AG                                                |
| Tcheca            | Sivantos s.r.o.                                            |
| Turquia           | Sivantos Isitme Cihazlari Sanayi Ve Ticaret Anonim Sirketi |